# Atletismo nos Jogos Pan-Americanos de 1971 - 10000 m masculino
A prova dos 10000 m masculino nos Jogos Pan-Americanos de 1971 foi realizada em Cali, Colômbia.

## Medalhistas
| Ouro                             | Prata                    | Bronze                    |
| Frank Shorter USA Estados Unidos | Juan Martínez MEX México | Alvaro Mejía COL Colômbia |

## Resultados
| Posição           | Nome              | Nacionalidade      | Tempo    | Notas |
| ----------------- | ----------------- | ------------------ | -------- | ----- |
| Medalha de ouro   | Frank Shorter     | USA Estados Unidos | 28:50.83 |       |
| Medalha de prata  | Juan Martínez     | MEX México         | 29:05.07 |       |
| Medalha de bronze | Alvaro Mejía      | COL Colômbia       | 29:06.97 |       |
| 4                 | Garry Bjorklund   | USA Estados Unidos | 29:18.36 |       |
| 5                 | Pedro Miranda     | MEX México         | 30:13.16 |       |
| 6                 | Domingo Tibaduiza | COL Colômbia       | 30:52.65 |       |
| 7                 | Rafael Pérez      | CRC Costa Rica     | 30:54.13 |       |
| 8                 | Victoriano López  | GUA Guatemala      | 31:25.67 |       |